# Musique mexicaine
La musique mexicaine est variée et comprend une large gamme de styles musicaux parfois influencés par ses musiques folkloriques, dont une des plus connues est le mariachi. Au cours des trois dernières décennies[Quand ?], la musique du pays a par ailleurs connu d'importantes évolutions tant en termes de sa  musique classique qu'avant-gardiste, ainsi qu'une présence exceptionnelle sur la scène mondiale de sa musique populaire, ainsi que, à un moindre degré, de son rock.
Ces dernières années[Quand ?], le sauvetage, la défense, la diffusion et l'enseignement des musiques régionale refont surface avec force entre les mains de Mexicains soucieux de faire vivre les traditions. Cielito lindo (composée en 1882), La bamba, et bien d'autres font partie de la culture mexicaine et sont célèbres dans le monde entier. Cette musique est riche en variété de genres, de rythmes et de thèmes. Il est le résultat du métissage culturel entre les traditions européennes et américaines, mais il a de profondes racines préhispaniques et une troisième racine (l'Afrique), qui, bien que peu reconnue dans d'autres sphères culturelles, est dans la musique où elle acquiert une plus grande pertinence.

## Histoire
Des instruments de musique existaient probablement en Méso-Amérique dès le Paléolithique supérieur (40 000-10 000 av. J.-C.), car des flûtes en os datant de cette période ont été trouvées. Ce sont des sifflets en os avec une perforation qui étaient utilisés par les chasseurs-cueilleurs pour imiter les cris des animaux lors de la chasse. De plus, on pense que les grattoirs à os, les carapaces de tortue et les cordes de coquillage ont été utilisés pour émettre des sons lors d'activités rituelles. Cependant, ce ne sont que des hypothèses qui manquent de vérification.
On connait très peu de choses sur la musique préhispanique du Mexique, bien qu'il existe de nombreux groupes qui revendiquent cette tradition dans tout le pays. Les anciennes civilisations mésoaméricaines des Mayas et des Aztèques jouaient des instruments dont le tlapitzalli (flûte), le teponatzli (tambour en bois), une sorte de trompette faite de conques et le huehuetl (timbales). Les premiers écrits des colonisateurs espagnols indiquaient que la musique aztèque était entièrement religieuse et interprétée par des musiciens professionnels ; certains instruments étaient considérés comme sacrés et les erreurs dans l'exécution de ceux-ci étaient punies pour être éventuellement une offense aux dieux. Certaines représentations picturales indiquent que la performance dans des ensembles était assez courante. Bien qu'aucune musique écrite n'ait survécu, les archéologues ont fouillé des instruments de musique et peint et sculpté des représentations des anciens Mayas qui montrent à quel point la musique était un élément complexe de la structure sociétale et religieuse. La plupart de ces musiques ont disparu après la dissolution de la civilisation mayas à la suite de la conquête espagnole. Avec l'arrivée des Espagnols en Amérique, la musique religieuse, profane et de guerre est également arrivée de la péninsule ibérique. Avec eux, des instruments tels que des flûtes en bois, des cors en ivoire ou en bois, des trompettes, des cors, des saqueboutes, des bassons, des guitares, des violons, des altos, des harpes, des psautiers  et les orgues sont entrés sur le territoire mexicain.
Certaines des musiques autochtones ont été fusionnée avec des influences espagnoles. En effet, après l'arrivée des Espagnols, les indigènes ont appris la musique européenne des missionnaires. De nombreuses danses de conquête pratiquées dans les communautés indigènes du pays datent de cette époque ; ainsi que certains genres associés au culte catholique, comme la danse des Matachines et le son de Concheros, entre autres. La musique de concert étant un produit de la culture européenne, l'histoire de la musique de concert mexicaine a commencé après la Conquête, avec l'établissement de la vice-royauté de la Nouvelle-Espagne.
Benito Juárez a jugé nécessaire de composer des musiques militaires. Des fanfares de village ont proliféré à la fin du XIXe siècle, donnant des concerts sur les places locales, souvent sous un kiosque central.
Actuellement, la Fonoteca Nacional, l'institution mexicaine responsable de la sauvegarde du patrimoine sonore du pays sauvegarde les documents sonores à travers la mise en œuvre de méthodes de collecte, de conservation et de préservation afin que les chercheurs, les enseignants, les étudiants et le grand public y ont accès. D'importantes collections sonores pour la vie sociale, culturelle et patrimoniale du Mexique sont également conservées.

## Musique traditionnelle
Certains musicologues divisent le folklore mexicain en deux groupes : les romances et les corridos. Les romances seraient une variation des romances espagnoles traditionnelles tandis que les corridos seraient plutôt une création créole mexicaine.

### Mariachi
Le mariachi est un genre musical traditionnel de l'ouest du Mexique plus précisément des États de Nayarit, Colima et Jalisco, qui se disputent sa paternité. Par extension, les musiciens dédiés à ce genre - également appelés mariacheros - et les ensembles musicaux dans leurs expressions connues sous le nom de mariachi traditionnel et mariachi moderne sont également appelés mariachi.
L'orchestre de mariachi apparait à la fin des années 1700 ou au début des années 1800 dans le centre-ouest du Mexique. Le mot mariachi peut provenir de la langue désormais disparue des Indiens Coca, mais l'étymologie du mot et l'histoire ancienne de la forme et de ses adeptes sont inconnues. Les trompettes n'ont été ajoutées qu'au début du XXe siècle, mais elles sont maintenant[Quand ?] plus ou moins un élément essentiel. La musique mariachi se composait initialement de sones locaux ou régionaux (musique instrumentale), mais, très tôt, les performances ont commencé à inclure des éléments vocaux.
Le mariachi devient populaire grâce au Mariachi Vargas de Tecalitlán, qui a voyagé avec le général Lázaro Cárdenas lors de la tournée présidentielle et a animé les rassemblements de l'ancien président du Mexique. En 2011, « Le mariachi, musique à cordes, chant et trompette » est inscrit sur la liste représentative du patrimoine culturel immatériel de l’humanité. Le dossier mariachi est présenté par l'Institut national d'anthropologie et d'histoire (INAH-Conaculta) et le secrétaire à la culture de l'État de Jalisco en août 2010.

### Ranchera
D'origine ouest-mexicaine la ranchera constitue un des genres du mariachi. Cette musique apparaît au début du XXe siècle. Elle est caractérisée par les mêmes orchestrations. En ce qui concerne les paroles, les histoires populaires liées à la révolution mexicaine, à la vie paysanne, aux chevaux, à la famille, aux bars et cantines et aux tragédies amoureuses ont d'abord prévalu. Par la suite, les thèmes se sont surtout focalisés sur l'amour. Les figures de proue masculines de la ranchera sont Jorge Negrete, Pedro Infante, José Alfredo Jiménez ou Javier Solís pendant les années 1940 et 1950 ; l'interprète contemporain Vicente Fernández est considéré comme l'héritier le plus significatif de cette musique. Juan Gabriel était une légende de la musique populaire mexicaine, auteur de plus de 1500 chansons traduites dans toutes les langues.
De nombreuses artistes féminines interprètent également les rancheras, parmi lesquelles se distinguent Lola Beltrán, Lucha villa, Amalia Mendoza, Lucha Reyes, Guadalupe Pineda, Aida Cuevas, etc. Il convient de noter que Lola Beltrán est considérée comme la « reine de la chanson ranchera » et María de Lourdes est « l'ambassadrice de la chanson ranchera », Chavela Vargas est également une des grandes figures du genre musical car les femmes mexicaines se distinguent pour avoir apporté la ranchera dans des pays comme la Russie, les Pays-Bas, l'Indonésie, entre autres endroits où l'espagnol n'est pas parlé.

### Norteño
Genre musical typique du Nord du Mexique, le norteño se joue avec des instruments traditionnel tels que l'accordéon, le bajo sexto, une grande guitare à six cordes, le taloche, la contrebasse dont on claque les cordes comme une percussion. La musique norteña est ainsi nommée parce qu'elle est principalement née dans les États du nord du Mexique, Nuevo León et Tamaulipas. La ville de Monterrey s'est imposée en tant que principal berceau de cette musique parce qu'elle tenait déjà une place importante dans la production musicale, et à cause du nombre d'immigrants européens dans sa population urbaine. Le premier moteur de l'apparition de la musique norteña est le flux durable d'immigrants européens, principalement allemands, tchèques et polonais, venus travailler à la construction des lignes de chemin de fer vers les États-Unis. Santiago Jiménez et Narciso Martínez sont les pionniers du style norteño sur les enregistrements et les émissions de radio dans les années 1930. En raison de leur popularité dans les enregistrements, leurs styles sont devenus des modèles pour une génération de musiciens.

### Pirekua
La pirekua est la musique des Purepechas (en langue Parembé). Les fokloristas le font connaitre en Amérique latine avec Rosa de castilla. Elle est remise à l'honneur par Lila Downs (Tirineni Tsitsiki). Internet a permis la diffusion de cette musique toujours très actuelle, très présente sur youtube, en association avec la reconnaissance de l'ethnie Purepecha.

### Son jarocho
Le son jarocho tire son nom d'une région du Mexique située essentiellement dans l'État de Veracruz. C'est l'expression musicale propre à la culture Jarocha (à l'est du Mexique). Elle est pratiquée essentiellement dans la fête traditionnelle des jarochos appelée fandango jarocho où elle se conjugue avec la danse zapateada et la poésie chantée. Son origine remonte à l'époque coloniale pendant laquelle se sont mélangés des éléments espagnols, africains et indigènes. Les genres musicaux apparentés incluent le huasteco, le huapango, le jaliscience et le chiapaneco.

### Musiques de l'isthme de Tehuantepec
Dans les terres chaudes et sèches de la partie sud de l'isthme de Tehuantepec, correspondant à l'État d'Oaxaca, diverses traditions musicales ont été développées par différents groupes ethniques. Le groupe majoritaire est celui des Zapotèques de l'Isthme. Il peuple les localités les plus importantes : Juchitán, Tehuantepec et Ixtepec. Les Mixes, originaires du massif du Cempoaltepetl, peuplent les basses terres au nord du territoire zapotèque, les Chontals la côte et l'intérieur à l'ouest de Tehuantepec, et les Zoques, dont le contingent principal est situé dans l'État du Chiapas, l'isthme au nord-ouest de Juchitán. Ces groupes, à force de contacts prolongés dans un milieu similaire, développent des éléments communs dans leurs cultures et dans leurs musiques. Cependant, ils oconservent leurs propres caractéristiques distinctives, ce qui fait de l'isthme une région complexe mais unitaire. La différenciation est due, en grande partie, à la profonde fierté ethnique de ces groupes, en particulier les Zapotèques, qui voient leur langue et leur tradition historique comme un objet d'auto-identification.
Les Huave sont des pêcheurs et leur musique est exécutée par des instruments de musique comme des carapaces de tortues, cloches à vache, etc.. La sandunga, proche de la valse mexicaine est l'une des quatre pièces musicales qui identifient l'État d'Oaxaca au niveau national. et international.

### Corridos
Les chansons connues sous le nom de corridos traitent principalement de sujets tels que les événements politiques et historiques, la vengeance et les relations sentimentales. Bien qu'à son apogée, pendant la révolution mexicaine, il ait eu une valeur d'actualité en « racontant des batailles, des exploits, des morts tragiques, des histoires de bandits et de brutes, des meurtres et des exécutions, des catastrophes naturelles, des accidents, etc. ».

## Musique classique
La musique classique mexicaine fait référence aux styles musicaux qui se sont développés sur le territoire mexicain en raison de l'influence de la musique académique européenne de la période coloniale au XXIe siècle.
L'Église catholique utilise la musique fondamentalement pour l'évangélisation des peuples indigènes. Cela entraîne un grand développement de la musique vocale sacrée, héritée des œuvres des grands maîtres de la Renaissance, tels que Palestrina, Victoria, Lasso, Guerrero et Cabezón, en plus de stimuler la composition et l'exécution de la musique dans les colonies. Cependant, comme le mentionne dans son essai Trajectoire de la musique au Mexique : « [...] les militaires et aventuriers de tous bords qui les ont suivis [les religieux] ont apporté les formes de musique profane de l'Europe de l'époque, en plus de la musique populaire de leurs régions d'origine ».
La polka tchécoslovaque, la mazurka et la redowa polonaises, les chotis écossais, les quadrilles anglais et la valse autrichienne sont introduites au Mexique comme danses de salon au milieu du XIXe siècle, principalement dans le nord et le nord-est du Mexique où la polka fait partie de musique traditionnelle et est adoptée par les habitants de cette région, faisant partie de leur folklore. Le compositeur mexicain Juventino Rosas (Juventino Policarpo Rosas Cadenas, né à Mexico en 1868 et décédé à Cuba en 1894) est le compositeur de la valse mondialement connue sobre las olas. Il composa d'autres valses ainsi que des polkas et des mazurkas, de même qu'un autre compositeur de l'époque, Felipe Villanueva. Ricardo Castro (1864-1907) est le premier Mexicain à écrire des symphonies et des concertos.
Les compositeurs tels que Macedonio Alcalá (es) auteur de Dios nunca muere (es), Rodolofo Campodónico s'illustrent en composant des valses toujours jouées dans les années 2010. Des compositeurs plus jeunes, comme José Rolón (1876-1945), Manuel María Ponce (1882-1948) et Antonio Gómezanda (1894–1961) son élève, continuèrent dans un style plus romantique, mais firent la transition vers un langage moderne.
Après la révolution, les compositeurs les plus marquants sont Candelario Huízar (1883-1970), au style très mexicain, Carlos Chávez (1899-1978), auteur d'une Symphonie indienne, et Silvestre Revueltas (1899-1940), le plus représentatif par ses œuvres modernes. Chávez est considéré comme le moteur de la scission entre la musique savante mexicaine et les styles traditionnels, privilégiant la musique savante.
Il convient de retenir aussi le « Groupe des quatre », formé de Blas Galindo (1910-1993), qui s'inspire des mariachis mais aussi de la musique polytonale et atonale, José Pablo Moncayo (1912-58) qui reprend les thèmes traditionnels de Veracruz pour son œuvre la plus célèbre, Huapango (1940), Salvador Contreras (1910-1982), auteur de musique tonale puis atonale très personnelle, et Daniel Ayala Pérez.
Dans la deuxième moitié du XXe siècle, des compositeurs d'origine étrangère s'imposent, comme Rodolfo Halffter, d'origine espagnole, et Conlon Nancarrow, issu des États-Unis. Parmi les compositeurs les plus récents, se détachent Manuel Enríquez (1926-1994), Gloria Tapia (1927-2008), Alicia Urreta (1930-1986), Mario Lavista (1943) et Daniel Catán (1949). Manuel Enríquez est pour beaucoup le compositeur mexicain le plus influent de la seconde moitié du XXe siècle. Il crée des modèles personnels d'écriture musicale et laisse une vaste production pour instruments à cordes et à percussion, ainsi que pour orchestre, qui montre un travail intéressant sur les textures et les timbres. De plus, il est l'un des pionniers de la musique électronique du Mexique.
L'avant-garde musicale est représentée par Julio Estrada (1943), Arturo Márquez (1950)  dont le célèbre et déjà classique Danzón n° 2 lui vaut une acceptation écrasante et inhabituelle du public, Ana Lara (1959) ou encore Gabriela Ortiz (1964). D'autres, comme Antonio Russek (1954), Javier Álvarez (1956), peut-être le compositeur mexicain vivant le plus reconnu à l'étranger, Roberto Morales (1958) et Manuel Rocha Iturbide (1963) ont exploré les possibilités de la musique électroacoustique et de l'informatique musicale.

## Musique populaire

### Rock mexicain
Le rock 'n' roll est introduit au Mexique au milieu des années 1950, alors que des musiciens comme Elvis Presley et Bill Haley étaient au sommet de leur popularité aux États-Unis, et leur musique commence à être diffusée au Mexique et couverte par des groupes mexicains. Les années 1960 sont considérées comme « l'âge d'or » du rock au Mexique ; Au cours de cette décennie, les groupes de rock dominent fréquemment les charts musicaux et beaucoup d'entre eux deviennent des idoles pour adolescents. Un groupe en particulier, Los Teen Tops, est très populaire au Mexique et dans de nombreux autres pays du monde hispanique, notamment en Argentine et en Espagne ; leurs enregistrements La plaga et Popotitos sont considérés comme les plus représentatifs de l'époque.
Des groupes consacrés tels que les Caifanes, Molotov, Café Tacvba, El Gran Silencio, Maldita Vecindad, parcourent le monde.

### Boléro
Au fur et à mesure que le boléro se répand de Cuba dans toute l'Amérique latine, il devient un genre musical important dans l'histoire musicale du Mexique. Sa naissance, son influence et son développement dépendaient de sa proximité avec l'île cubaine, pour laquelle il partage une grande ressemblance de style musical avec le boléro cubain, venant même l'influencer plus tard. Étant un genre musical très populaire dans la décennie de 1940 à 1970, c'était un pays important pour sa projection internationale pendant l'âge d'or du cinéma mexicain (entre 1936 et 1959). Agustín Lara est un auteur de pièces mondialement connues.
Avec Tristeza, composée en 1883 par José Sanchez,, il est adopté ensuite par les Mexicains, puis par toute l'Amérique latine. Influencé par la musique de variété américaine, le boléro mexicain le plus célèbre est sans doute Bésame mucho, composé par Consuelo Velázquez en 1941, interprété entre autres par Joséphine Baker, Luis Mariano, les Beatles, Plácido Domingo, Diana Krall, João Gilberto, Cesária Évora, Rosa Passos, Sara Montielwikilien, Sylvio Rodriguez.
Armando Manzanero est considéré comme l'un des grands compositeur de boléro dans l'histoire de la musique mexicaine, il écrit plus de quatre cents chansons, dont plus d'une cinquantaine ont acquis une renommée internationale.

## Musique contemporaine
- Gruperas
- Banda de Sinaloa
- Pasito duranguense
- Tejano

## Instruments
Voir : Instruments de la musique mexicaine